# Tomelloso
Tomelloso là một đô thị thuộc Ciudad Real, Castile-La Mancha, Tây Ban Nha. Đô thị này có dân số là 33.548 (2005).